# 市場の失敗
市場の失敗 （しじょうのしっぱい、英: market failure）とは、市場経済が働いた結果、資源配分が最適ではない状態、つまり経済的な「パレート効率性」が達成されていない現象を指す。

## 概要
ある前提の下では、需要と供給の均衡によりパレート最適な配分を実現し、安定した経済を形成すると考えられている市場メカニズムは、多くの経済学者から支持を得ている方法である。ただし、人々や企業が利潤を最大化しようと利己主義的に行動（見えざる手）したことで、社会的に望ましくない・最適（パレート最適）ではない結果がもたらされるケースもある。例えば、独占や寡占、失業や公害、貧富や格差などの「市場の失敗」が生じる。

## 事例
経済学者の八田達夫は市場の失敗は一般的に、1）外部性（外部経済・外部不経済）、2）公共財、3）情報の非対称性、4）規模の経済、の4つの類型があるとしている。
経済学者の飯田泰之は市場の失敗は、1）自然独占、2）外部性、3）情報の非対称性、の3つに大別できるとしている。
市場の失敗の代表的なものとして、次のようなものが挙げられる。
- 不完全競争による独占・寡占の存在[5]
- 外部性の存在[5]（正の外部性による過少供給、負の外部性による過大供給。例：公害、発明[6]）
- 情報の非対称性の存在[7]
- 公共財の存在[8]（フリーライダーによる過少供給）
- 失業[6]
- 不確実性（リスク回避的な供給者による過少供給）
- 費用逓減産業の存在[8]。巨大な固定費のかかる産業（電力会社が典型）では供給曲線が右下がりとなる。このような場合、自然独占状態を認め、かつ価格規制を行うことが最適となる。日本では電力事業に事実上の独占が認められており、そのかわり、電力価格は国会で決められる公共料金となっている（生産規模の拡大でコストが低下する場合の独占や寡占）

## 市場の失敗と公平性・社会問題
失業、貧困、犯罪率増加、自殺などの社会問題や格差社会の発生は、従来の定義では経済的な「公平性」が達成されていない現象に属し、定義の上からは市場の失敗とは別の分類であるとされた。しかしアマルティア・センらの研究などにより社会的費用の拡張が試みられ失業や貧困などの社会問題が経済成長などに大きく寄与することとなると貧困などの社会問題が市場の失敗と見なされるようになっている。
環境問題として、ダイオキシン類や石綿のほか、身近なものとして騒音・大気汚染・水質汚濁・廃棄物の不法投棄などがある。こうした環境問題は、環境を悪化させた当事者が社会全体のコストを負担せずに済むという「外部性」が存在するため、汚染した当事者が「出し得」となり、環境を改善させようとするインセンティブが働きにくい。これは市場の失敗の典型例であり、市場に任せていては解決が困難な問題の典型例である。
サブプライムローンは、市場の失敗の一例であり、情報の非対称性の問題である。

## 政府の役割
政府の役割の一つは、市場メカニズムが働かない分野、つまり市場の失敗を是正することである。政府は、市場の失敗を補うために公共財を供給したり、独占企業を規制したりし、市場の失敗に対応する。またもう一つの役割として富の再分配がある。民間企業の活動は市場ルールに基づいて行われるべきであるが、市場ルールの違反を取り締まるのは政府の役割である。また、政府の失敗がある場合にも、政府は介入する必要がある。
経済学者のジョセフ・E・スティグリッツは「政府と市場は相互で補いあう同士である。市場に任せっきりにせずバランスをとるべきである」と指摘している。
例として、政府は、麻薬の取り締まりや、国防・警察・義務教育・国立病院などの公共サービスの提供・拡充を行う。警察・検察・司法制度は自発的な交換ルールを破ったものに対してペナルティを科すための制度であり、医師の資格免許制度は不適切な医療行為から患者を守るための制度であり、弁護士・税理士・会計士の国家資格制度は情報の非対称性を原因とする被害から人々を守る制度であり、銀行業の開業に対する許可制度は人々の預金の安全性を維持するための制度である。
政府は、外部経済がある場合は、そのような社会によい影響を与える活動をより増やそうとし、一方で外部不経済がある場合は、そのような社会に悪い影響を与える活動を制限しようとする。外部経済に対しては、公園・都市計画をつくったり、補助金をつけたりするなどの手段を用い、外部不経済に対しては、規制を設けて禁止したり、徴税を行うなどの手段を用いて、外部経済を増やし外部不経済を減らすように努める。独占企業によって自由な競争が阻害される場合（価格の吊り上げなど）、独占を禁止したり（独占禁止法）、価格の制限を行う。

## 留意点
市場の失敗は、完全に解決することはできないが、規制はきちんと働くように監視するのにコストがかかるため、様々なトレードオフを考え、社会の仕組みを考えていくしかないとされている。市場とは資源配分・所得分配を決める手段であって、規制・ルールのあり方によってその性能は良くも悪くもなるのであり、性能に問題が生じた場合は原因を追究し、規制・ルールを変えることが重要である。
市場メカニズムが果たしている役割の本質、効率的な資源配分の意味、所得分配の決まり方、人々にインセンティブ (経済学)を与えている機能などの市場の利点を充分理解しないで、市場の欠点だけをあげつらうと「政府にすべて介入してもらおう」という間違った方向に関心がいってしまう可能性がある。政府自身が必ずしも『完全な情報』を所有しているとは限らない。ミルトン・フリードマンは市場が失敗することもありうるが、政府も失敗する。市場の失敗は、不景気やインフレをもたらす程度で済むが、政府の失敗ははるかに大きな犠牲をもたらすと主張している。
経済学者のゲーリー・ベッカーは「市場は決して完璧なものではなく、それは世界的に深刻化する公害に歯止めをかけられない点からも明白である。（ただし）中央政府による計画経済などの選択肢に比べれば、多くの状況においてはまだ機能する。正しくは、それ以上でもそれ以下でもない」と指摘している。
「市場の失敗に対策を立てた場合、市場に任せておけば効率的な資源配分が達成される」という「厚生経済学の基本定理」という命題がある。このときの効率的な資源配分が達成されている状況とは、誰かの生活水準を引き上げるために、ほかの誰かの生活水準を引き下げざるをえないという状況を指す。また、誰かの生活水準を引き下げずに、ほかの誰かの生活水準を引き上げることができるなら、それは無駄のある、非効率的な状況だったと言える。

## 思想家の見解
市場の失敗について、西部邁は次のように述べている。「市場経済そのものが「失敗」の危険にさらされている。「不確実性」、「大規模生産の有利性」そして「公共財の存在」という条件があれば、それらの条件は遍在している市場競争は効率的たりえず、その意味でいわゆるマーケット・フェイリュア（市場の失敗）は必然なのである。」
また市場の失敗の原因について、西部は次のように述べている。「市場経済そのものは人類史における偉大な発明品の一つである。それに対立するものとしての計画経済は、とくに情報の生産・交換・消費の効率において、市場経済にはるかに遅れをとっている。しかし、すでに指摘したように、マーケット・フェイリュア（市場の失敗）もまた遍在している。通常に指摘されているその失敗因はおおよそ三つであって、第一に「将来の不確実性が強い場合」、第二に「規模の経済（つまり大規模生産の効率性）が大きい場合」、そして第三に「公共財（つまり人々が集合的に消費する財）が重きをなす場合」に市場経済は効率的たりえない。第四の要因として「市場の均衡が不安定な場合」も挙げられるが、それは以上の三つの場合から派生した結果であることが多い。」